# Клейнховия
Клейнховия (лат. Kleinhovia) — род вечнозелёных деревьев, включённый в трибу Byttnerieae семейства Мальвовые (Malvaceae). Включает один вид — Клейнховия странная.

## Название
Карл Линней в 1763 году назвал род Клейнховия в честь немецкого врача Кристиана Кляйнхофа (?—1777), несколько лет работавшего в Голландской Ост-Индии. Он был хозяином ботанического сада в Батавии. В 1762 году он вернулся в Европу и поселился в Нидерландах. Видовой эпитет hospita означает «дружелюбная».

## Ботаническое описание
Клейнховия — вечнозелёное дерево, достигающее 12 м в высоту. Кора без листьев, серого цвета. Молодые веточки светло-зелёного или серо-зелёного цвета, с ворсистым опушением.
Листья яйцевидной формы, с ровным или немного зубчатым краем, с закруглённым или заострённым концом, на черешках до 5,5 см длиной. Нижняя сторона листовой пластинки сначала опушённая, верхняя всегда гладкая.
Цветки обоеполые, собраны в густые соцветия-метёлки на концах веточек. Чашечка состоит из пяти свободных розовых чашелистиков. Лепестки розовые, с жёлтым концом, неравные, меньше чашелистиков, также в количестве 5. Тычинок 15, их нити сросшиеся. Завязь шаровидная, пятидольчатая, опушённая, с пятью семязачатками в каждой доле, из которых вырастает обычно лишь одна. Цветение обычно наблюдается с марта по июль.
Плод — грушевидная или почти шаровидная, заметно пятиугольная коробочка, при созревании розоватая. Семена тёмно-коричневого или почти чёрного цвета, округлые.

## Ареал
Клейнховия зубчатая широко распространена в тропиках Старого Света и Океании. Произрастает в холмистых и горных лесах в Африке, Азии и Австралии.

## Таксономия
|  |                                      |  |                                                         |                                                         |                     |  | ещё 9 семейств (согласно Системе APG III) |                     |                     |                         |
|  |                                      |  |                                                         |                                                         |                     |  |                                           |                     |                     | вид Клейнховия зубчатая |
|  |                                      |  |                                                         | порядок Мальвоцветные                                   |                     |  |                                           |                     | род Клейнховия      |                         |
|  |                                      |  |                                                         | порядок Мальвоцветные                                   |                     |  |                                           |                     | род Клейнховия      |                         |
|  | отдел Цветковые, или Покрытосеменные |  |                                                         |                                                         | семейство Мальвовые |  |                                           |                     |                     |                         |
|  | отдел Цветковые, или Покрытосеменные |  |                                                         |                                                         |                     |  |                                           |                     |                     |                         |
|  |                                      |  | ещё 58 порядков цветковых растений (по Системе APG III) | ещё 58 порядков цветковых растений (по Системе APG III) |                     |  |                                           | ещё около 200 родов | ещё около 200 родов |                         |
|  |                                      |  |                                                         | ещё 58 порядков цветковых растений (по Системе APG III) |                     |  |                                           |                     | ещё около 200 родов |                         |

### Синонимы
Родовые:
- Cattimarus Rumph. ex Kuntze, 1891

Видовые:
- Cattimarus hospitus (L.) Kuntze, 1891
- Grewia meyeniana Walp., 1843
- Kleinhovia serrata Blanco, 1837